# Silmäsuo-Kiminginjoki
Silmäsuo-Kiminginjoki este o arie protejată (arie specială de conservare — SAC, sit de importanță comunitară — SCI) din Finlanda întinsă pe o suprafață de 55 ha, integral pe uscat.

## Localizare
Centrul sitului Silmäsuo-Kiminginjoki este situat la coordonatele 62°36′02″N 24°43′50″E / 62.6006°N 24.7306°E.

## Înființare
Situl Silmäsuo-Kiminginjoki a fost declarat sit de importanță comunitară în august 1998 pentru a proteja un număr necunoscut de specii din flora spontană și fauna sălbatică aflate în arealul zonei. Situl a fost protejat și ca arie specială de conservare în aprilie 2015.

## Biodiversitate
Situată în ecoregiunea boreală, aria protejată conține 5 habitate naturale: Taiga vestică, Mlaștini împădurite, Lacuri și iazuri distrofice naturale, Cursuri de apă de la nivel de câmpie la nivel montan, cu vegetație Ranunculion fluitantis și Callitricho-Batrachion, Mlaștini turboase de tranziție și turbării mișcătoare.
La baza desemnării sitului se află un număr nedeclarat de specii protejate.